# گولینا (شهرستان یاروچین)
گولینا (به لاتین: Golina) یک روستا در لهستان است که در گمینا یاروچین (استان لهستان بزرگ‌تر) واقع شده‌است. گولینا ۱٬۷۰۰ نفر جمعیت دارد.